# Frank Rochussen
Frank Hermann Rochussen (* 18. März 1873 in Sydenham bei London; † 1955 in Erlangen) war ein Chemiker, der sich in der Industrie besonders mit Terpenen, ätherischen Ölen und Riechstoffen beschäftigte.
Seine Eltern waren der Ingenieur Theodoor Antonie Rochussen (1824–1880) und Adele (1847–1913), geb. Lang, evangelischer Confession. Sein in Rotterdam unter dem Namen Theunisse geborener Vater war in London bei der Firma Heintzmann & Rochussen tätig und in erster Ehe mit Paulina Roest van Limburg (1823–1871) verheiratet.
Nach Besuch der Vorschule in Solingen zog seine Familie, nach dem Tod des Vaters, nach Bonn, wo er die Elementarschule und 1882–1892 das Königliche Gymnasium besuchte. Um sich der praktischen Elektrotechnik zu widmen, war er ein halbes Jahr im Kölner Electricitätswerk Helios tätig.
Im Herbst 1892 begann er das Studium der Chemie an der Universität Bonn. Seitdem gehörte er der Burschenschaft Alemannia Bonn an. Julius Bredt regte zur Dissertation „Ueber Alpha-substituierte Homokamphersäuren '(Bromhomokamphersäure, Homocamphansäure, [alpha]- und [beta]-Methylhomokamphersäure)' und über Methylkampher“ an, die 1897 veröffentlicht wurde. Im Jahr 1904 regelte er seine Staatsangehörigkeit.
Er war bei dem international bekannten Riechstoffunternehmen Schimmel & Co. in Miltitz bei Leipzig tätig. In der Zeitschrift Miltitzer Berichte (zuvor bekannt als Schimmel-Berichte) wurde 1956 ein Nekrolog veröffentlicht.

## Veröffentlichungen (Auswahl)
- Ueber Alpha-substituierte Homokamphersäuren [Bromhomokamphersäure, Homocamphansäure, (alpha)- und (beta)-Methylhomokamphersäure] und über Methylkampher. Dissertation Univ. Bonn. Bonn: Georgi 1897.
- F. Rochussen: Fortschritte auf dem Gebiete der Terpene und ätherischen Öle II, Angewandte Chemie 22, 1904, S. 164–168, doi:10.1002/ange.19040170603.
- F. Rochussen: Fortschritte auf dem Gebiete der ätherischen Öle und Riechstoffe im Jahre 1904, Angewandte Chemie 23, 1905, S. 1129–1134, doi:10.1002/ange.19050182903.
- F. Rochussen: Fortschritte auf dem Gebiet der ätherischen Öle und ihrer Bestandteile, Angewandte Chemie 22, 1909, S. 1670–1674, doi:10.1002/ange.19090223403.
- F. Rochussen: Fortschritte auf dem Gebiete der ätherischen Öle und Riechstoffe, Angewandte Chemie 24, 1911, S. 2185–2195, doi:10.1002/ange.19110244602.
- Ätherische Öle und Riechstoffe; Leipzig, G. J. Göschen’sche Verlagshandlung; 1909.
- Über Einige neue Bestandteile des Campheröls; Mitteilung aus der chemischen Abteilung von Schimmel & Co. in Miltitz bei Leipzig; November 1922.